# Schloss Horn (Niederösterreich)

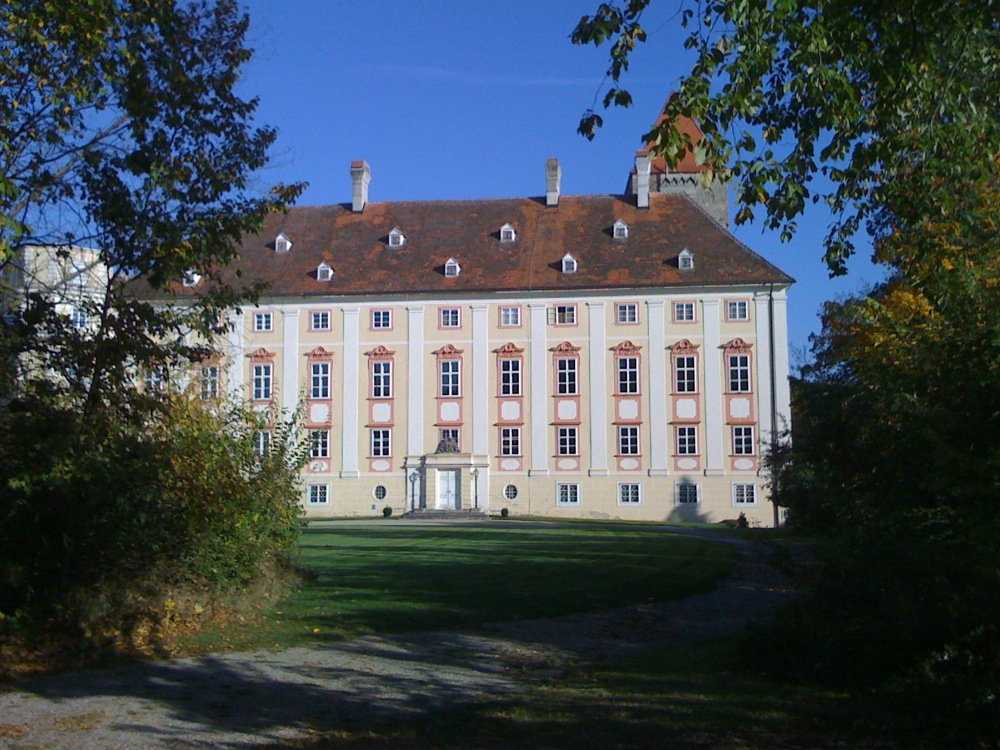
Schloss Horn (2009)

Die Schloss Horn steht in der Südostecke der ummauerten Stadt – am Zusammenfluss vom Mödringbach in die Taffa in der Stadtgemeinde Horn im Bezirk Horn in Niederösterreich. Das Schloss steht unter Denkmalschutz (Listeneintrag).

## Geschichte
Im 12. Jahrhundert wurde eine Stadtburg angelegt, diese war bis 1210 landesfürstlich, und stand bis 1440 in der Herrschaft der Maissauer, danach derer von Puchheim, nach 1620 Muschinger, Kurz, und seit 1676 gehört es deren von Hoyos in der Linie Hoyos-Sprinzenstein. Heute wird das Schloss teils als Amtsgebäude genutzt.
Im Süd-, West- und Nordflügel sind mittelalterliche Kernbauten erhalten. Der verbaute sehr massive breite Nordostturm der ehemaligen Burg, der südöstliche Eckturm der ersten Stadtbefestigung und sogenannte Diebsturm, beide aus dem 12./13. Jahrhundert. Im mittigen Inneren des West- und Nordflügels bestehen massive Mauerzüge der ehemaligen Außenwände der Burg. Im späten Mittelalter wurde der Westflügel nach Norden erweitert. Unter den Puchheimer erfolgen 1539 Umbauten mit Erweiterungen nach Osten mit Kasematten und Stallungen über die anfängliche Befestigungsmauer hinweg wie auch eine Verstärkung der nordöstlichen Bastion errichtet wurde. Dazu wurde im Ende des 16. Jahrhunderts nach Norden das Landesgerichtsgebäude angeschlossen. Im ersten Viertel des 18. Jahrhunderts erfolgte ein Umbau zu einer dreiflügeligen Anlage mit einer Aufstockung. In der Mitte des 19. Jahrhunderts wurde der Nordtrakt nach außen erweitert, dabei entstand nordwestlich ein auskragender polygonaler Eckturm, weiters wurden östlich eingeschoßige Remisen und Werkstättengebäude angebaut.